# 岐阜県立山県高等学校

## 学校概要
岐阜県立山県高等学校（ぎふけんりつ やまがたこうとうがっこう　通称：やまこう　英称：Gifu Prefecture Yamagata Senior High School）は、岐阜県山県市中洞に所在する公立の高等学校。岐阜地区の最北に位置し、1952年（昭和27年）に設置。令和元年度に学年制から単位制へと生まれ変わり、現在は普通科にて１年次に全員が同じ授業を受け、２年次より４つの類型（普通、商業、福祉、工業）に分かれてそれぞれの授業を受けるスタイルとなっている。
過去には、普通科でありながら分校時代に由来する商業的な流れをくみ、古くには「情報コース」「OAコース」「普通科ビジネス」などが存在した。

### 教育方針
校訓「自主積極」の精神のもと、真理と正義を愛し、個人の価値観を尊び、自由と責任を重んじ心身ともに健康で、国際社会と地域社会に貢献できる心豊かな人材を育成する。

## 設置学科
普通科
- 普通類型　四年制大学進学もふまえた科目中心の類型
- 商業類型　簿記やパソコンによる情報処理なども学ぶ類型
- 福祉類型　保育、福祉、フードなども学び、課題研究にて実践研究も行う類型
- 工業類型　ほぼ毎週、週に一度、外部企業での企業実習や施設実習も行う類型

## 沿革
- 1952年（昭和27年）4月21日 - 岐阜市立長良高等学校山県分校と称し昼間定時制の普通科（商業コース・家庭コース）の課程を置く。設置者は山県郡の16町村の学校組合。西武芸村の山県郡西武芸村武儀郡東武芸村学校組合立武芸中学校の校舎の一部を使用。
- 1954年（昭和29年）4月15日 - 西武芸村の西武芸村立西武芸小学校の校舎の一部を借り、移転。
- 1956年（昭和31年）4月1日 - 岐阜市立長良高等学校は県立に移管され、岐阜県立長良高等学校と改称、従って岐阜県立長良高等学校山県分校となる。
- 1958年（昭和33年）4月1日 - 岐阜県立岐阜商業高等学校に移管され、岐阜県立岐阜商業高等学校山県分校と改称する。
- 1960年（昭和35年） - 昼間定時制普通科（商業コース・家庭コース）の募集を停止。昼間定時制の商業科の課程となる。
- 1967年（昭和42年）
  - 4月1日 - 岐阜県立山県高等学校として独立し、全日制の普通科の課程となる。昼間定時制の商業科の募集を停止。
  - 12月22日 - 山県郡美山町中洞44-1の西武芸中学校（旧・武芸中学校）の校舎及び敷地に移転。
- 1970年（昭和45年）3月 - 昼間定時制を廃止。
- 1988年（昭和63年） - 情報コース2学級設置。
- 1990年（平成2年） - OAコース設置。情報コースとの併設となる。
- 1994年（平成6年） - 企業研修（インターンシップ）開始。
- 2005年（平成17年） - OAコース廃止。
- 2008年（平成20年） - 現行の新体育館完成、付随工事完了。
- 2012年（平成24年） - 情報コース廃止。普通科ビジネスに改称。
- 2017年（平成29年） - 「キャリア教育の充実発展」で文部科学大臣表彰を受ける。
- 2019年（平成31年） - 普通科ビジネスの廃止、単位制による教育に移行する。

## 基礎データ

### アクセス
岐阜バス「山県高校前」バス停下車　徒歩1分

### 校章
校章の基本形は、「山」の字を菱形に図案化したものである。太く、鋭く天に向かって突き立つ「山」の字形の中心は、校訓「自主積極」を象徴している。それを支えて左右に開いて立つ二本は、「礼儀と信義」、「勤労と奉仕」をあらわしている。そして本校で学ぶ生徒たちが未来に向かって、力強く、幅広く成長してゆくことを願っている。

## 学校行事

### スポーツ大会
球技大会であり、男子はグラウンドにてキックベースボール、女子は体育館にてソフトバレーボールを行う。毎年5月に開催される。以前は春がキックベースボールとソフトバレーボール、秋はグラウンドにバレーボールコートを設置して男女ともにバレーボールを実施していたが、令和2年ごろより秋の実施が無くなり、春のみ実施する形式に移行した。

### 地元企業・施設研修
インターンシップであり、以前は6月の連続する3日間、地元の企業・施設にて3年生全員が体験するというものであった。1994年（平成6年）より続く行事である。令和6年度より、3年次に限らず希望者が8月に体験するという新たな形式に変更され、現在も続いている。

### 学校周辺地域ボランティア
100名を超える生徒が参加し、6月ごろ実施する放課後の周辺地域清掃ボランティア活動である。

### 学校祭
学校祭は「山高祭（やまこうさい）」と呼ばれ、10月に開催される。主に1年次は展示、2年次および3年次は展示に加え、ダンスや劇などのステージ発表を行う。　文化祭のみで、体育祭は無い。

### 社会見学
10月に実施され、1年次は名古屋市東山動物園、2年次は名古屋港水族館、3年次はナガシマスパーランドへ行く。

### 修学旅行
2年次の12月に沖縄県へ3泊4日で行く。新型コロナウイルス感染症の影響で、2019年および2020年は実施せず、2021年は3年次になって山梨県へ、2022年も3年次にて大阪府へ、そして2023年から2年次での沖縄県が復活した。

## 部活動

### 運動系部活動および同好会
- バレーボール部
- バスケットボール部
- テニス部
- 硬式野球部
- サッカー同好会

### 文化系部活動および同好会
- 茶道部
- ハンドメイド部
- 吹奏楽部
- 文芸部
- 科学研究部
- 美術部
- IT同好会

### 過去に存在しており、現在は廃部・募集停止の部
- 書道部
- 歴史研究部　文芸部の下部組織として文芸部歴史研究班となったが、所属部員が無くなったため、募集停止
- 陸上競技部　2024年（令和6年）に3年次生のみとなったため、募集を停止

## 進路状況
卒業生の3割が進学をしており、残りは地元の企業へ就職している。進学者の多くは県内の四年制大学、短期大学、専門学校へ進学している。